# Condado de Franklin (Pensilvânia)
O Condado de Franklin é um dos 67 condados do Estado americano da Pensilvânia. A sede do condado é Chambersburg, e sua maior cidade é Chambersburg. O condado possui uma área de 2 001 km²(dos quais 2 km² estão cobertos por água), uma população de 129 313 habitantes, e uma densidade populacional de 65 hab/km² (segundo o censo nacional de 2000). O condado foi fundado em 9 de setembro de 1754.